# Saint-Éloy-de-Gy
Saint-Éloy-de-Gy település Franciaországban, Cher megyében. Lakosainak száma 1569 fő (2022. január 1.). Saint-Éloy-de-Gy Allogny, Allouis, Berry-Bouy, Saint-Doulchard, Saint-Martin-d’Auxigny és Vasselay községekkel határos.

## Népesség
A település népessége az elmúlt években az alábbi módon változott:
| Lakosok száma | 1028 | 1071 | 1269 | 1497 | 1547 | 1547 | 1541 | 1549 | 1553 | 1569 |
|               | 1968 | 1982 | 1990 | 2006 | 2013 | 2015 | 2017 | 2019 | 2020 | 2022 |